# بومباردييه سي آر جيه 200

طائرة بومباردييه سي آر جيه 200 تابعة لشركة فلاي بغداد في مطار بغداد الدولي تحمل التسجيل YI-BAH

بومباردييه سي آر جيه 200 و سي آر جيه 100 (بالإنجليزية: Bombardier CRJ200) هي عائلة من الطائرات الإقليمية المصنعة من قبل شركة بومباردييه إيروسبيس الكندية، وبنيت أستنادا على طائرة كنداير لرجال الأعمال من طراز بومباردييه تشالنجر.

## المستخدمون
شركة بدر للطيران. السودان

## لمزيد من المعلومات:قائمة مشغلى بومبارديه سى آر جيه 100/200
لقد تم شراء وتسليم عدد 1021 سى آر جيه 100/200: بواقع عدد 226 سى آر جيه 100 ، وعدد 709 سى آر جيه 200 ، وعدد 86 سى آر جيه 440
في يوليو 2016 كان مازال في الخدمة عدد 563 سى آر جيه 100/200 ، بواقع عدد 442 في أمريكا، وعدد 66 في أوروبا، وعدد 30 في افريقيا، وعدد 22 في اسيا والشرق الأوسط.
المشغلون لاكثر من 10 طائرات كانوا:
عدد 196 لدى سكاى ويست ايرلاينز
عدد 63 لدى اير ويسكونسون
عدد 55 لدى انديفور اير
عدد 35 لدى بى اس ايه ايرلاينز
عدد 20 لدى روسلاين
عدد 16 لدى اير جورجيان
عدد 15 لدى جاز للطيران
عدد 10 لدى اكسبريس جيت
عدد 10 لدى اس ايه اكسبريس
عدد 10 لدى يامال ايرلاين